# Cyanolipide
Cyanolipide sind eine Form von Lipiden, die in der Familie der Seifenbaumgewächse (Sapindaceae) auftreten. Analog zu den Triglyceriden handelt es sich um Fettsäureester. Im Gegensatz zu diesen enthalten sie jedoch kein Glycerin als Alkoholkomponente, sondern vom Isopren abgeleitete Nitrile mit ein oder zwei Alkoholgruppen.

## Geschichte

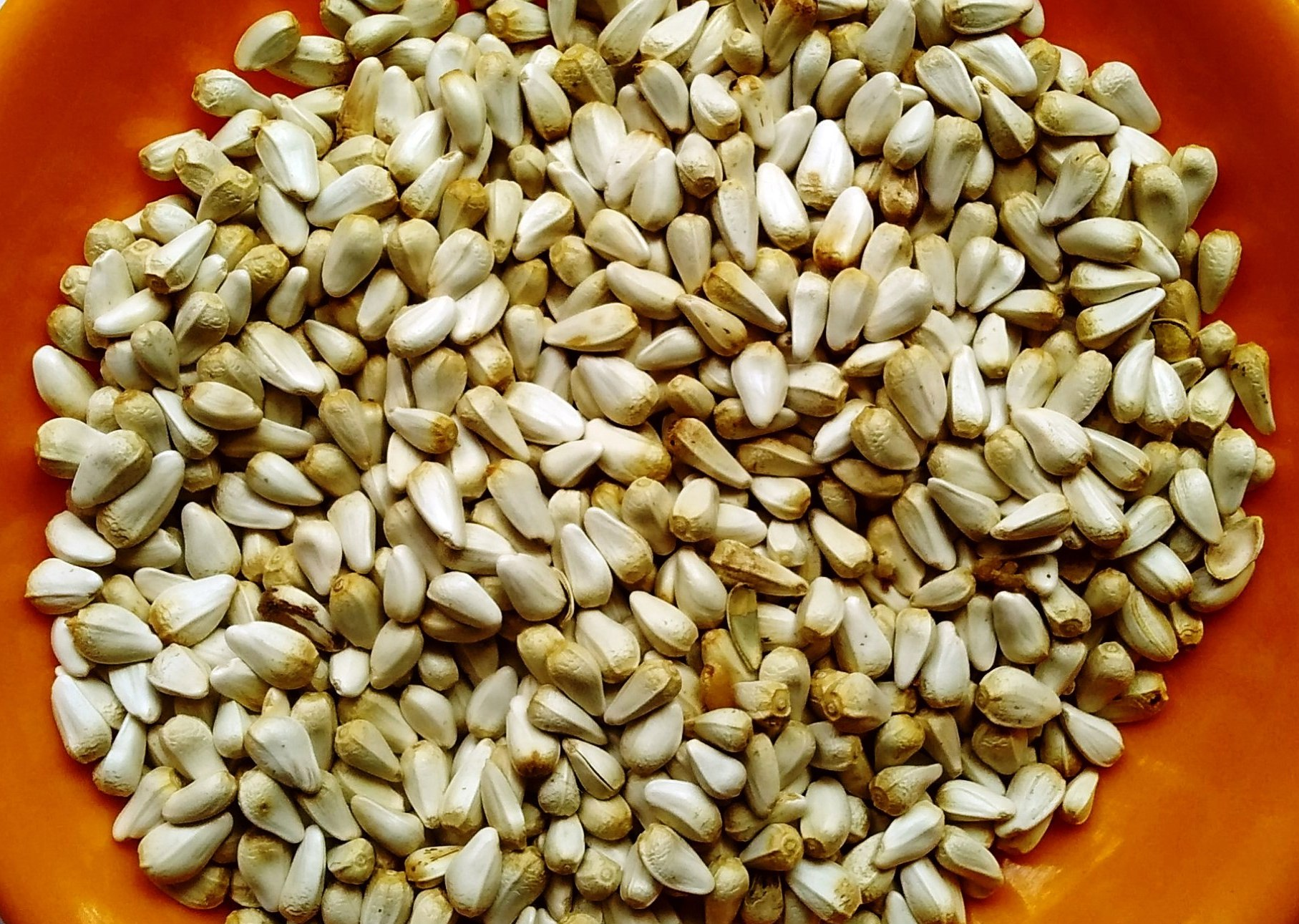
Samen von Schleichera oleosa

Zuerst entdeckt wurden Cyanolipide um 1920 in Schleichera oleosa. Schon lange war bekannt, dass die Samen der Pflanze cyanogen sind, also Blausäure freisetzen können, allerdings wurde zwischenzeitlich angenommen, dass sie Amygdalin enthalten. Inzwischen ist bekannt, dass sie keine cyanogenen Glycoside enthalten und dass die Cyanolipide für die Freisetzung von Blausäure verantwortlich sind. Seit etwa 1970 wurden sie auch aus vielen anderen Seifenbaumgewächsen isoliert. Zwischenzeitlich wurde angenommen, dass Cyanolipide auch in der Art Coridia verbenacea vorkommt, was sich aber als Irrtum herausgestellt hat, da die entsprechenden Samen gar nicht von dieser Pflanze stammten, sondern vermutlich von einem Seifenbaumgewächs.

## Struktur
Als Alkoholkomponente enthalten Cyanolipide eines von vier Nitrilen, die sich von der Grundstruktur des Isovaleronitrils ableiten, aber sich in der Position ihrer Doppelbindung und der Zahl sowie Position ihrer Alkoholgruppen unterscheiden: 1-Cyano-2-methylidenpropan-1,3-diol (Typ 1), (E)-2-Cyanomethylidenpropan-1,3-diol (Typ 2), (E)-3-Cyano-2-methylprop-2-en-1-ol (Typ 3) oder 1-Cyano-2-methylprop-2-en-1-ol (Typ 4). Die Alkoholgruppen dieser Verbindungen sind in den Cyanolipiden mit verschiedenen Fettsäuren verestert. Dabei handelt es sich überwiegend um gesättigte oder einfach ungesättigte Fettsäuren mit einer Kettenlänge von 18 oder 20. Zu diesen gehören zum Beispiel die gesättigten Stearin- und Arachinsäure, sowie die ungesättigten Ölsäure, Gondosäure, cis-Vaccensäure und Paullinsäure.

Isovaleronitril
Alkohol-Komponente von Typ-1-Cyanolipiden
Alkohol-Komponente von Typ-2-Cyanolipiden
Alkohol-Komponente von Typ-3-Cyanolipiden
Alkohol-Komponente von Typ-4-Cyanolipiden

## Vorkommen und Bedeutung
Cyanolipide kommen ausschließlich in der Familie der Seifenbaumgewächse vor, zum Teil in großen Mengen. Nicht alle Sapindaceae enthalten Cyanolipide. Oft kommen sie zusammen mit cyanogenen Glycosiden vor, in einigen Arten kommt aber auch nur eine der beiden Stoffgruppen vor. Cyanolipide dienen möglicherweise als Speicherform für reduzierten Stickstoff. Bei einer Untersuchung an Ungnadia speciosa wurden bei der Metabolisierung Cyanolipide zu einem geringen Teil in cyanogene Glycoside umgewandelt jedoch keine Blausäure freigesetzt, was darauf hindeutet, dass sie für die Biosynthese anderer Verbindungen verwendet werden. Möglicherweise haben sie durch ihre insektizide Wirkung auch Bedeutung als Fraßschutz.
Der Anteil der Cyanolipide am Gesamtfettgehalt unterscheidet sich stark zwischen verschiedenen Arten. Beispielsweise beträgt er etwa 64 % in Schleichera oleosa und 55 % in der Ballonrebe, aber nur etwa 17–21 % in Rambutan und etwa 5 % im Waschnussbaum.
Verschiedene Arten der Gattungen Alectryon (z. B. Alectryon tomentosus), Cardiospermum, Paullinia (z. B. Paullinia cupana bzw. Guaraná) und Serjania enthalten Cyanolipide des Typs 1. Dazu gehört zum Beispiel die Ballonrebe (Cardiospermum corindum), bei der die Lipide Fettsäuren der Kettenlängen 16 bis 22 (vor allem 20) tragen. Typ-1-Cyanolipide kommen auch in Urvillea ulmacea und Schleichera oleosa vor. Einige Arten, die vor allem Typ-1-Cyanolipide enthalten, enthalten daneben auch noch kleinere Mengen des Typs 2, z. B. Schleichera oleosa (58 % Typ 1 und 6 % Typ 2) oder die Ballonrebe (49 % Typ 1 und 6 % Typ 2).

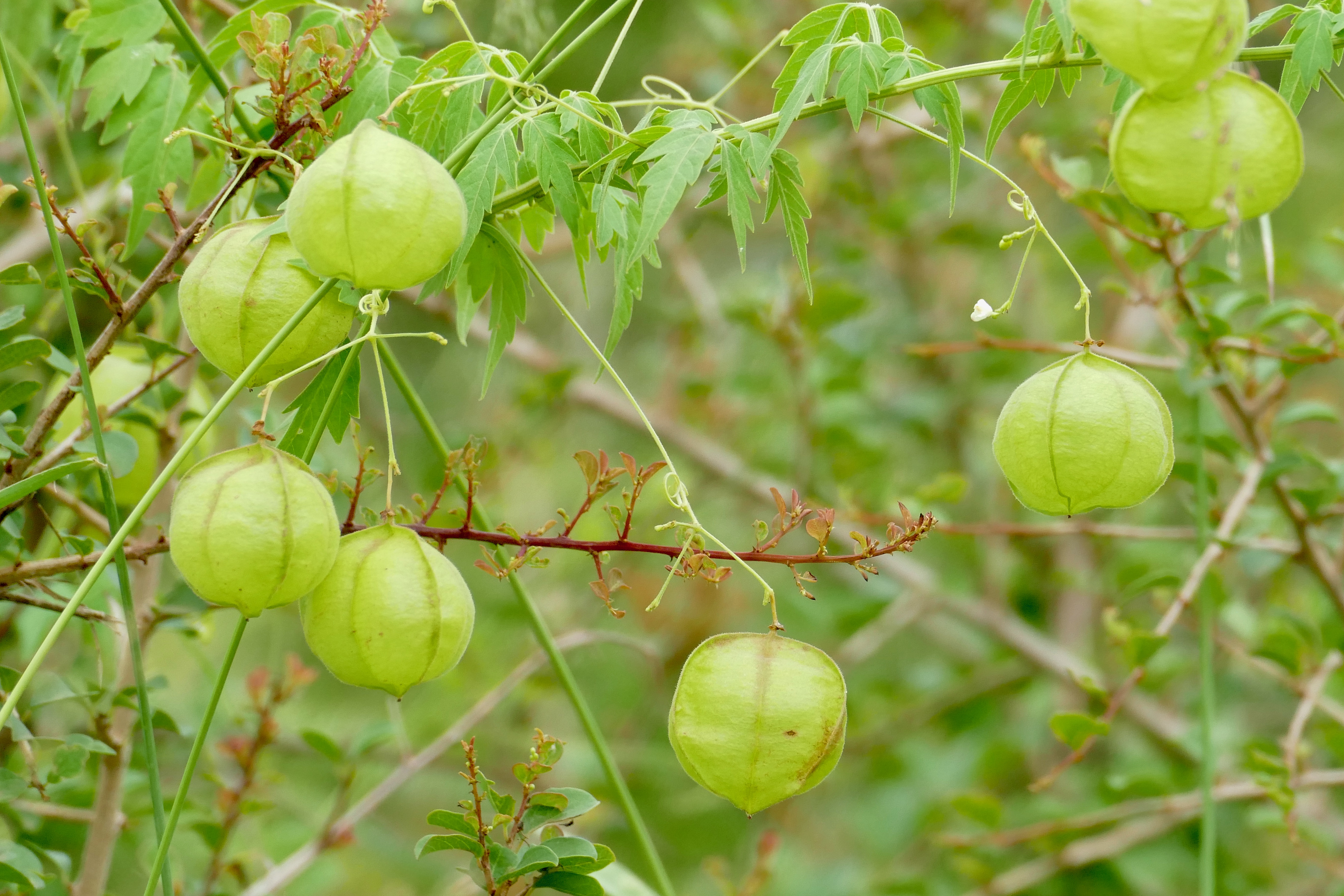
Früchte der Ballonrebe
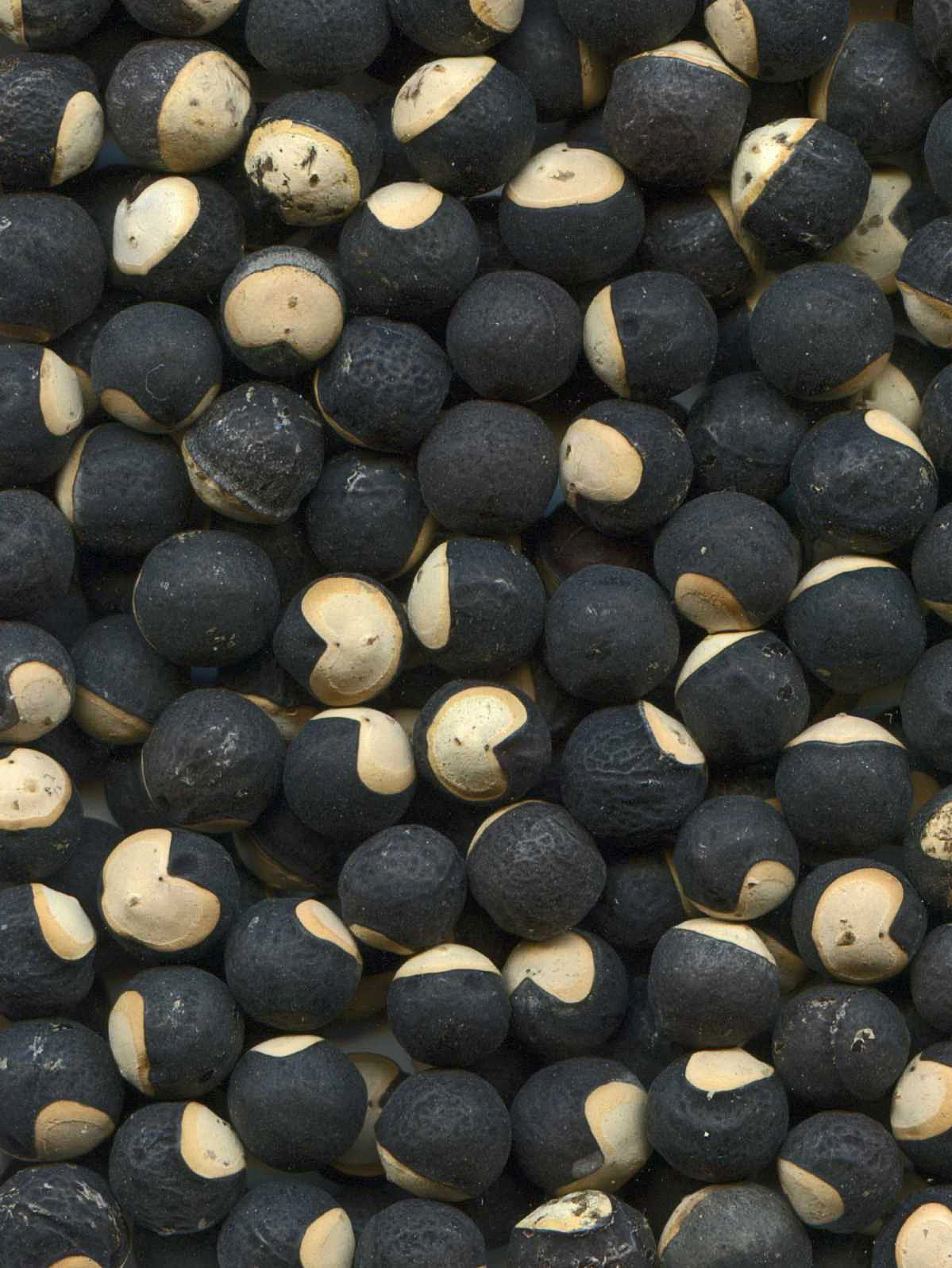
Samen der Ballonrebe
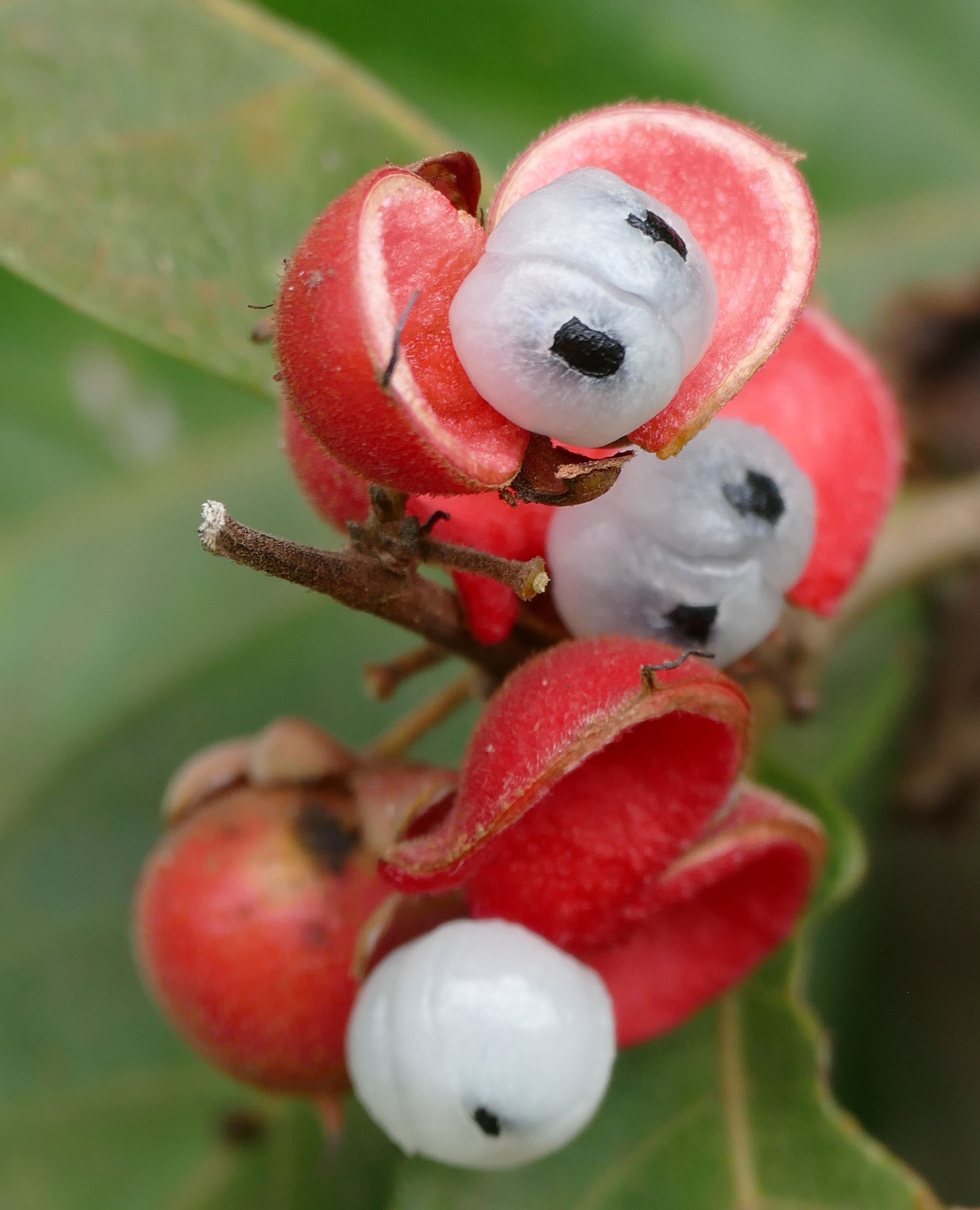
Guaraná
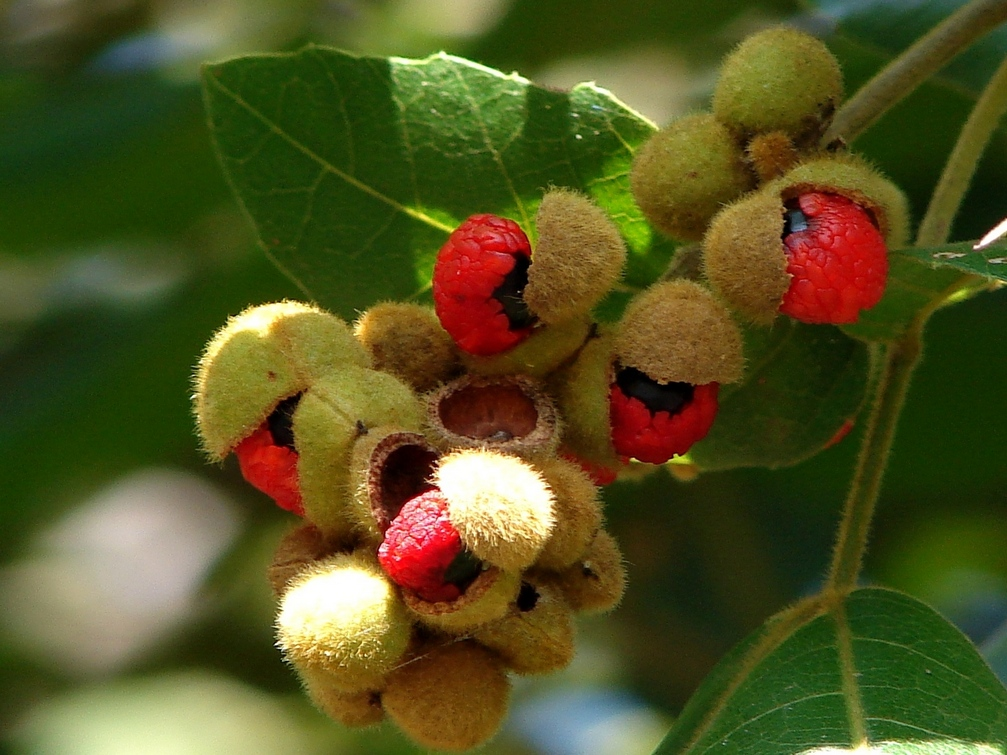
Alectryon tomentosus

In verschiedenen Arten der Gattung Sapindus, darunter Sapindus saponaria (Waschnussbaum) und S. drummondii kommen Cyanolipide des Typs 2 vor. Bei Sapindus trifoliatus und S. emarginatus ist die Fettsäurezusammensetzung sehr ähnlich, die wichtigste Fettsäure ist dabei Ölsäure, außerdem enthalten sie jeweils etwa 15 % Arachinsäure. Typ-2-Cyanolipide wurden außerdem in Dipterodendron elegans, Pappea capensis und Toulicia guaiensis nachgewiesen. Rambutan enthält ebenfalls Cyanolipide des Typs 2, hauptsächlich mit Ölsäure und Arachinsäure.
Cyanolipide des Typs 4 wurden in Ungnadia speciosa nachgewiesen. In den meisten Arten kommt ein einziger Typ Cyanolipide hauptsächlich oder ausschließlich vor, jedoch enthalten verschiedene Arten gleichzeitig Cyanolipide der Typen 2 und 3. Dazu gehört die Blasenesche (Koelreuteria paniculata), deren Cyanolipide hauptsächlich einfach ungesättigte C20-Fettsäuren (>80 %) tragen. Ähnliche Cyanolipide treten in Stocksia brahuica auf. Auch K. henryi und Lecaniodiscus cupanoides enthalten Cyanolipide der Typen 2 und 3. In Allophyllus concina wurden die Typen 1, 2 und 3 nachgewiesen.
Neben dem Vorkommen in den Sapindaceae kommen Cyanolipide auch in mehreren Insektenarten aus der Familie der Glasflügelwanzen vor, darunter Jadera haematoloma und Jadera sanguinolenta. Diese sequestrieren die Cyanolipide aus ihren Nahrungspflanzen (u. a. Waschnussbaum, Blasenesche und Ballonrebe) und wandeln sie in cyanogene Glycoside um. Dadurch werden sie für verschiedene Räuber (wie Kröten und Vögel) ungenießbar.

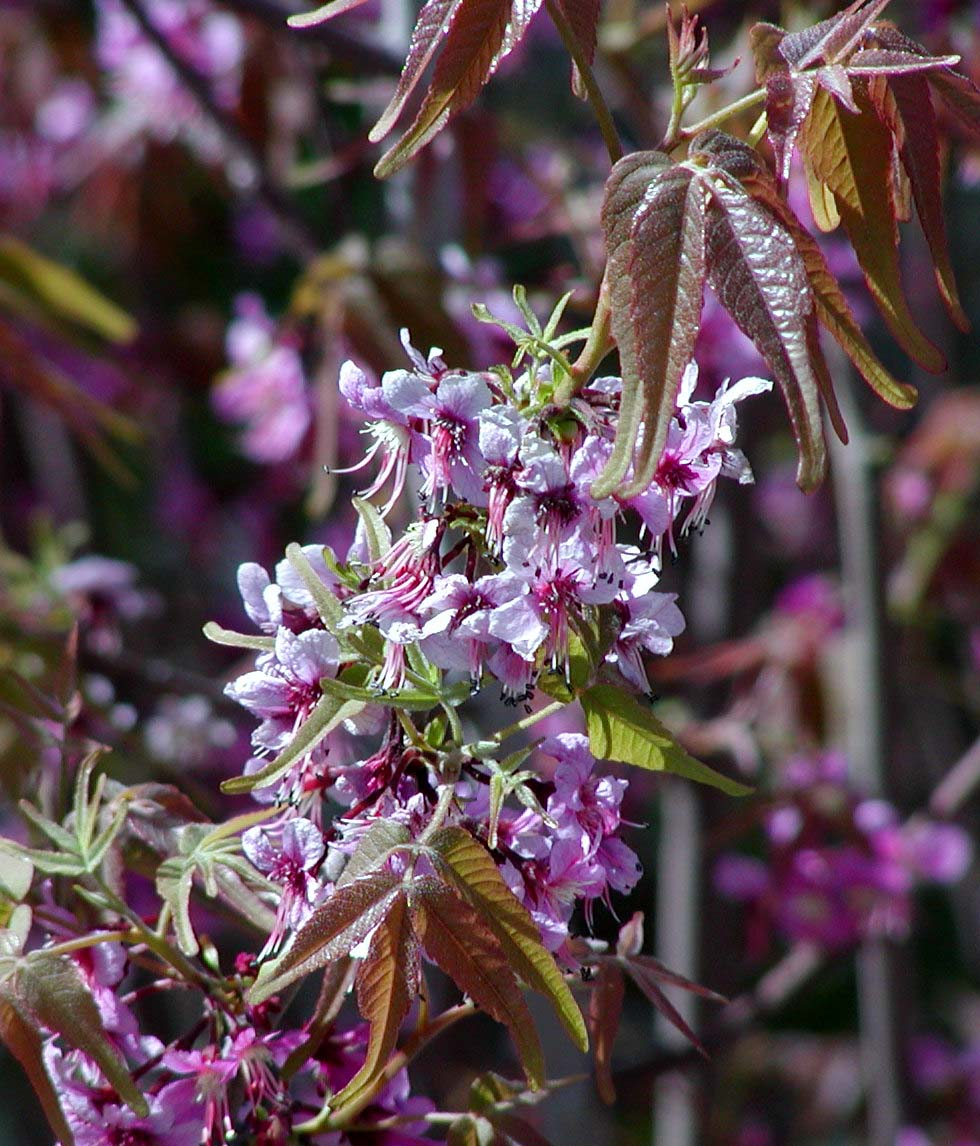
Ungnadia speciosa
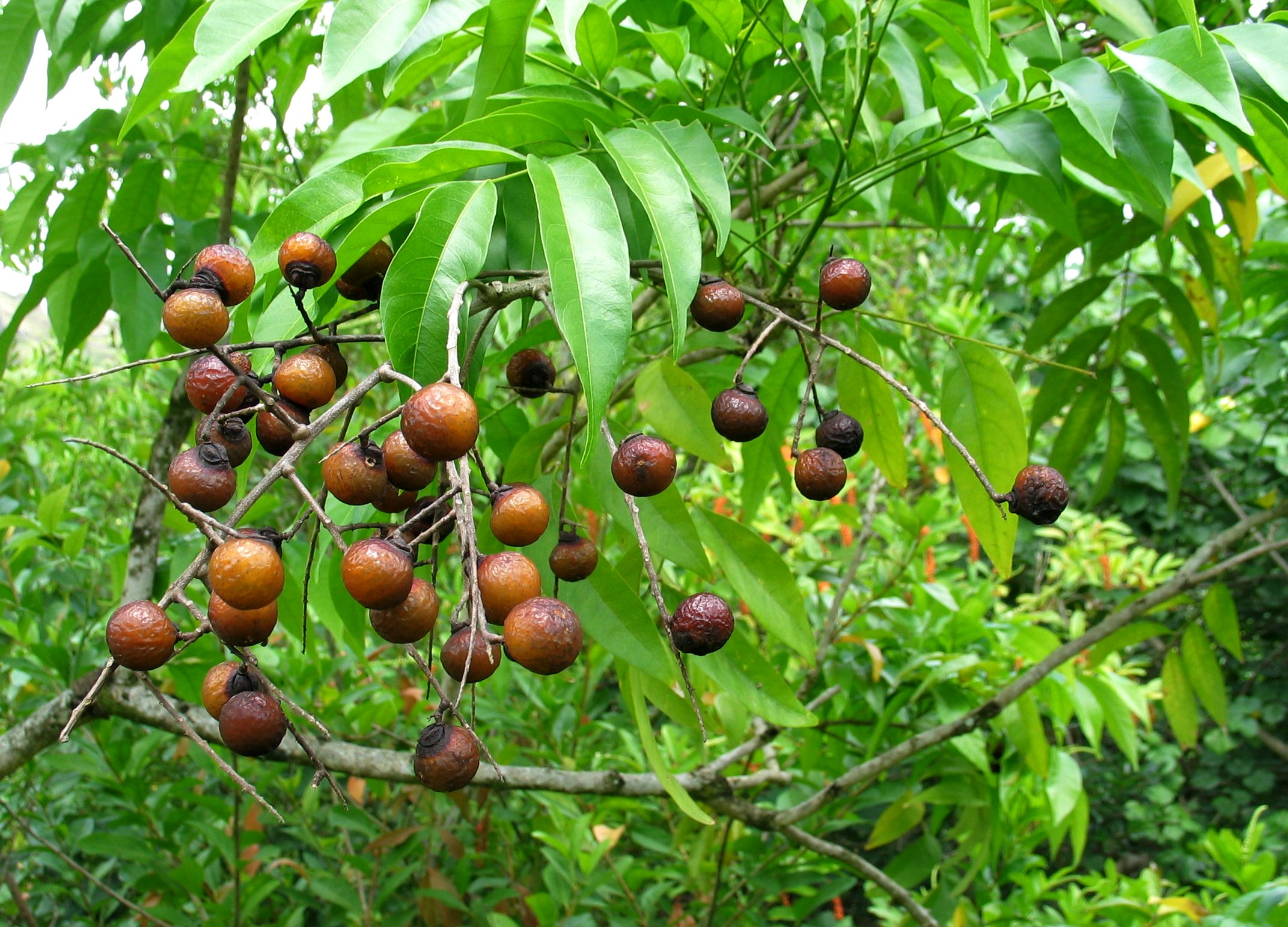
Waschnussbaum
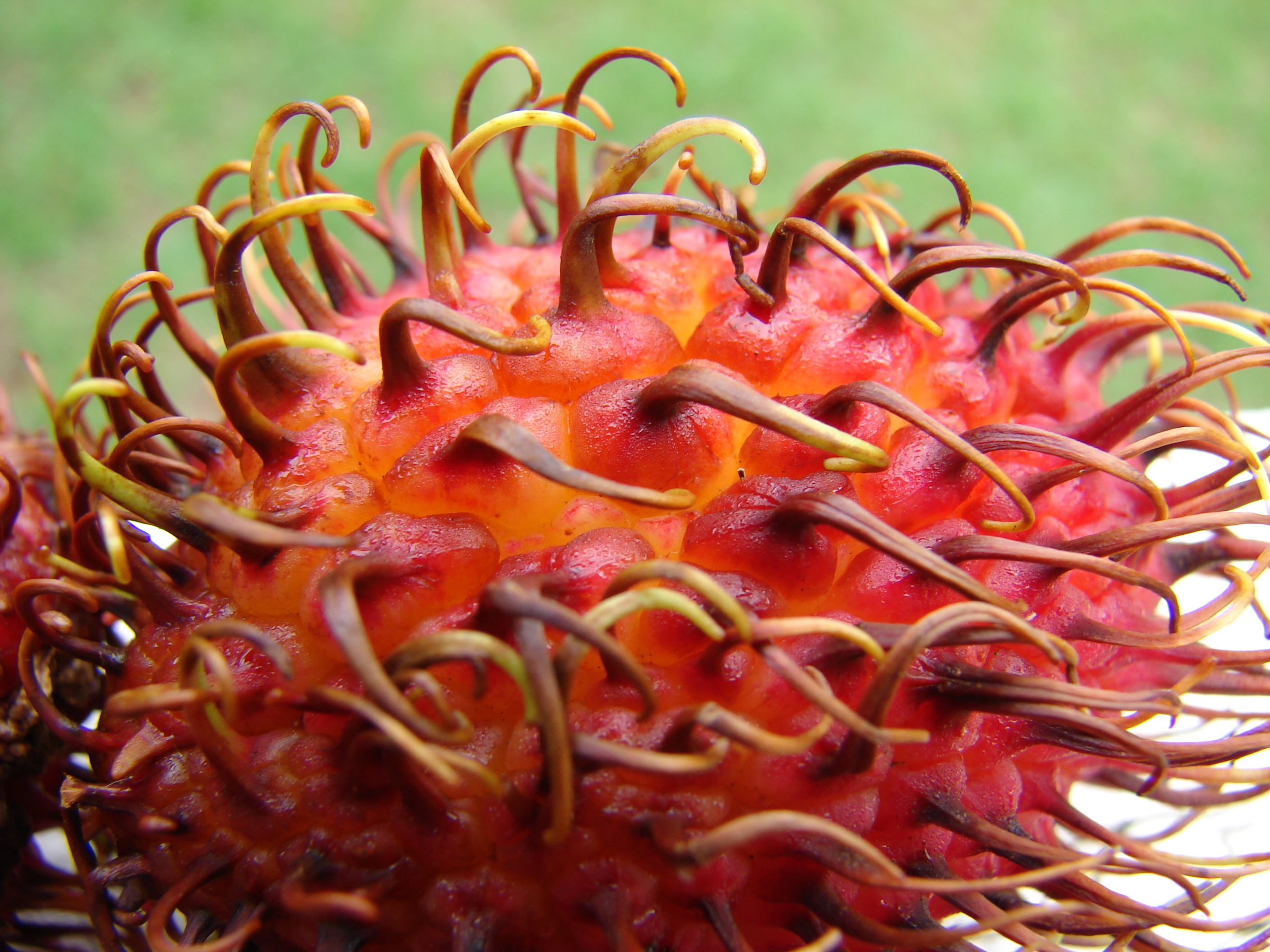
Rambutan
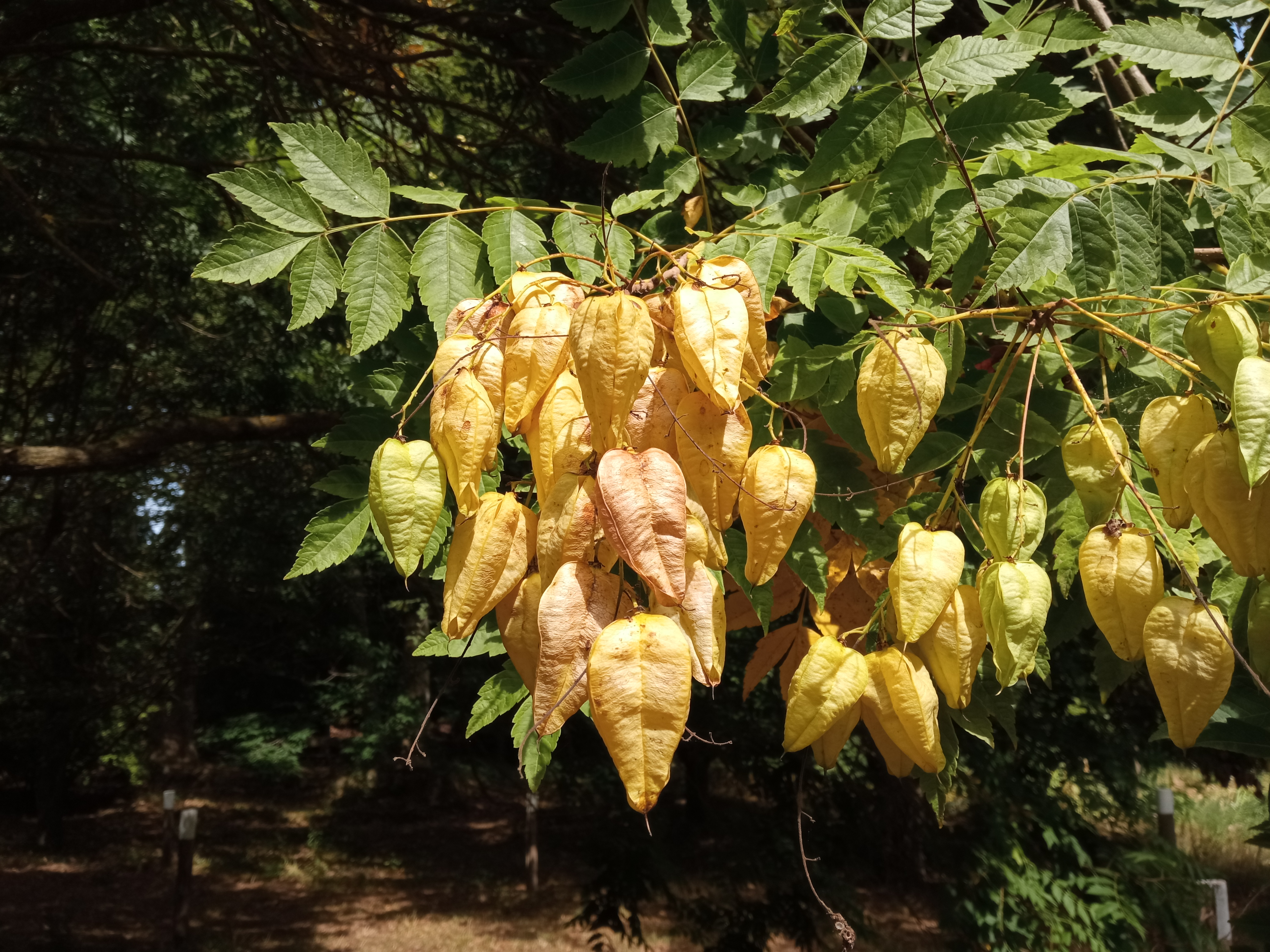
Blasenesche
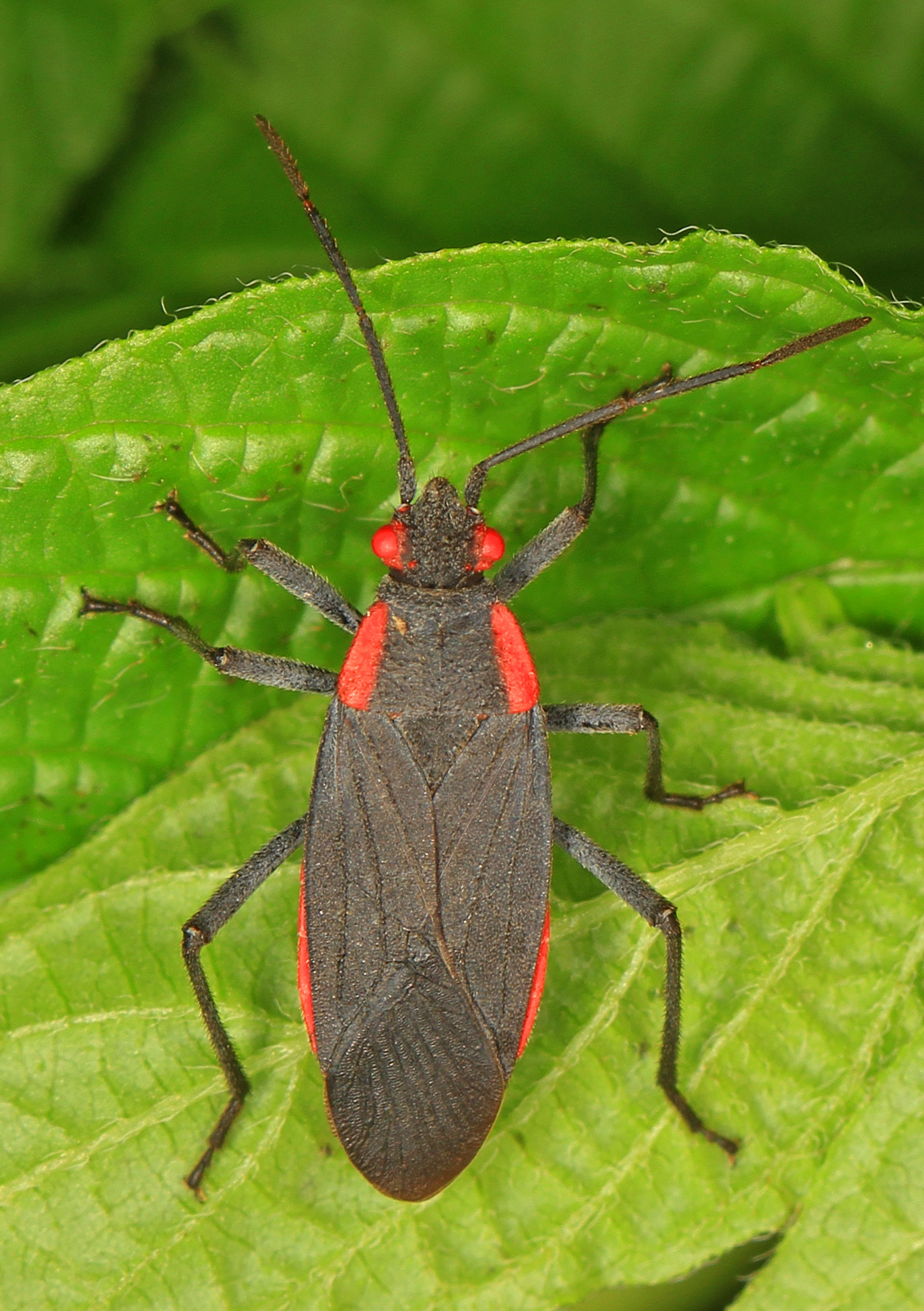
Jadera haematoloma

### Biosynthese
Die Biosynthese der Cyanolipide ist wenig erforscht, in einer Studie wurde aber Leucin als wahrscheinlicher Vorläufer der Nitrilkomponente identifiziert.

## Synthese
Cyanolipide des Typs 1 können ausgehend von 2-Methylidenpropan-1,3-diol gewonnen werden. Dies wird zunächst durch Umsetzung mit Phosphortribromid einfach bromiert und mit einem Fettsäuresalz (z. B. Natriumoleat) unter Katalyse von Tetrabutylammoniumbromid und Einwirkung von Ultraschall verestert. Anschließend wird die zweite Alkoholgruppe durch Mangan(IV)-oxid zum Aldehyd oxidiert. Die weitere Reaktion erfolgt durch Umsetzung mit einem Fettsäurechlorid (z. B. Oleoylchlorid) und Kaliumcyanid in Toluol in Gegenwart von [18]Krone-6.
Cyanolipide des Typs zwei können durch stufenweise Veresterung von 1,3-Dibromaceton mit Fettsäuresalzen unter Katalyse mit Tetrabutylammoniumbromid hergestellt werden. Durch geeignete Reaktionsbedingungen entsteht im ersten Schritt hauptsächlich Monoester, sodass durch Verwendung einer anderen Fettsäure im zweiten Schritt eine Verbindung mit zwei unterschiedlichen Fettsäureresten hergestellt werden kann. Nach der Veresterung wird die erhaltene Verbindung durch Wittig-Reaktion mit Cyanomethylidentriphenylphosphoran zur Zielverbindung umgesetzt.
Cyanolipide des Typs 3 können analog durch einfach Veresterung von Bromaceton mit einem Fettsäuresalz gewonnen werden.
Canolipide des Typs vier können in einer Eintopfreaktion aus Methacrolein, einem Fettsäurechlorid (z. B. Oleoylchlorid) und Kaliumcyanid in Toluol in Gegenwart von [18]Krone-6 gewonnen werden.

## Eigenschaften
Bei Cyanolipiden der Typen 1 und 4 ist die Alkoholkomponente ein Cyanhydrin, weshalb diese cyanogen sind, also Blausäure freisetzen können. Cyanolipide, auch solche die nicht cyanogen sind, wirken insektizid, zum Beispiel gegen Maiszünsler.

### Reaktionen
Cyanolipide können analog zu Triglyceriden hydrolysiert werden. Die instabilen Alkoholkomponenten können dabei aber normalerweise nicht isoliert werden und zerfallen oft unter Abgabe von Blausäure oder lagern sich zu ungesättigten Lactonen oder Lactamen um. Verbindungen, bei denen zunächst die Doppelbindung hydriert wurde, sind wesentlich stabiler und können daher zum Teil isoliert werden.

## Nachweis
Cyanolipide können mittels 1H-NMR quantitativ nachgewiesen werden, dadurch können auch die verschiedenen Typen unterschieden und das Verhältnis von Cyanolipiden zu Triglyceriden ermittelt werden. Der Nachweis ist auch mittels GC-MS möglich. Ein quantitativer Nachweis der cyanogenen Cyanolipide gelingt durch Nachweis freigesetzter Blausäure.